# Atentado em Ancara em 2015
O atentado em Ancara em 2015 ocorreu às 10h04 da manhã de 10 de outubro de 2015 no centro de Ancara, capital da Turquia, durante a manifestação organizada pela "paz, trabalho e democracia" pró-curda (contra a guerra que grassa no leste do país entre o exército turco e os separatistas curdos do PKK) e contra as políticas do partido governante, o partido islamista moderado Partido da Justiça e Desenvolvimento (AKP). O atentado ocorreu poucos dias antes das eleições legislativas que se celebram em 1 de novembro. O conflito no leste da Turquia contra o qual a manifestação se organizou, provocou, entre militantes curdos, separatistas, e polícias e soldados turcos, numerosas baixas.
Este atentado segue-se ao atentado de Suruç ocorrido no fim de julho, também contra uma manifestação pró-curda em Suruç (sudeste da Turquia) e que provocou a morte a 33 ativistas.
O atentado terá sido perpetrado por dois bombistas suicidas. Foi o pior atentado terrorista de sempre na Turquia, deixando 102 mortos e mais de 400 feridos.